# Lijst van musea in Vlaams-Brabant
Dit is een lijst van musea in Vlaams-Brabant. 

## Musea

### Aarschot
- Stedelijk Museum Aarschot

### Beersel
- Herman Teirlinckmuseum

### Diest
- Stedelijk museum

### Drogenbos
- Felix De Boeckmuseum

### Gaasbeek
- Heemkundig museum
- Kasteel van Gaasbeek

### Gooik
- Volksinstrumentenmuseum

### Grimbergen
- Abdijbiermuseum
- Museum voor de Oudere Technieken (MOT)
- Volkssterrenwacht Mira

### Halle
- Museum van het Hallerbos
- Den Ast

### Hoegaarden
- Folkloremuseum in 't Nieuwhuys
- Tuinen van Hoegaarden

### Hoeilaart
- Bosmuseum Jan van Ruusbroec

### Keerbergen
- Heemkundig museum

### Lennik
- Kasteel van Gaasbeek

### Leuven
- M - Museum Leuven - moderne kunst
- HistarUZ - historisch archief van het UZ Leuven
- Abdij van 't Park - religieuze kunst
- Spoelberchmuseum - kunst en historie over de familie Spoelberch
- Nationaal Scoutsmuseum
- Zoölogisch Museum Leuven (Katholieke Universiteit Leuven)

### Meise
- Plantentuin Meise

### Overijse
- Druivenmuseum, gewijd aan de druiventeelt

### Schepdaal
- Trammuseum

### Tervuren
- Koninklijk Museum voor Midden-Afrika
- Museum Het Schaakbord
- Gemeentelijk Museum Hof van Melijn en het Geografisch Arboretum van Tervuren

### Tienen
- Stedelijk museum Het Toreke
- Poppentheatermuseum
- Suikermuseum

### Tremelo
- Damiaanmuseum

### Vollezele
- Museum van het Belgisch Trekpaard

### Zichem
- Huize Ernest Claes